# ياسمينا بن سليمان
ياسمينا بن سليمان هي ناشطة نسوية مغربية ومؤسسة مبادرة Politics4Her.  وهي معروفة بعملها في نطاق المساواة بين الجنسين وحقوق المرأة وزيادة مشاركة وتمثيل النساء والفتيات سياسياً على وجه الخصوص.
عام 2023، ظهرت بن سليمان في قائمة فوربس 30 تحت 30. حظي عملها باهتمامٍ دولي، ما أدى إلى إدراجها في قائمة 100 امرأة (بي بي سي) في فئة السياسة والدعوة في العام ذاته. 

## المهنة والنشاط
عام 2017، أسست بن سليمانمبادرة Politics4Her التي تركز على التحديات المجتمعية الرئيسية، بما في ذلك العدالة المناخية، والهجرة القسرية، والعنف القائم على النوع الاجتماعي، وبناء السلام. وقد لفت عملها، الذي حظي بالاعتراف الدولي، الانتباه إلى هذه القضايا على منصات مثل هافينغتون بوست والجزيرة.  
تحدثت بن سليمان في العديد من المؤسسات، بما في ذلك الأمم المتحدة، حيث تحدثت أمام مجلس الوصاية التابع للأمم المتحدة في الحوار الدولي حول الهجرة في مارس 2023.

## الجوائز والتقديرات
- كرّمت ضمن قائمة فوربس 30 تحت 30 المحلية، 2023. [10]
- اختيرت ضمن قائمة 100 امرأة (بي بي سي) في فئة السياسة والدعوة، 2023. [11] [12]
- عيّنها الاتحاد الأفريقي مسؤولة عن ميثاق الشباب الأفريقي، واعتبرتها منظمة Women Deliver ، 2020 قائدة شابة. [17]
- اعترفت بها هيئة الأمم المتحدة للمرأة باعتبارها صانعة للسلام في الدول العربية، تقديراً لجهودها في تعزيز السلام والمساواة بين الجنسين، 2020. [18]
- حصلت على جائزة القائد الناشئ من جامعة سانت لويس في مدريد، 2022. [19]

## منشورات مختارة
- باعتبارنا نسويات من جنوب غرب آسيا وشمال أفريقيا، فإننا متحدون من أجل تحرير فلسطين، العربي الجديد [20]
- إعطاء الأولوية للتعليم والمساواة بين الجنسين للنساء والفتيات المتضررات من زلزال المغرب، مبادرة الأمم المتحدة لتعليم الفتيات [21]
- يتعين علينا الاستثمار في النساء والفتيات أثناء تنقلهن لإطلاق العنان لإمكاناتهن ، اليونيسف [22]

## روابط خارجية
- الموقع الرسمي